# ФК Аарау
ФК Аарау (на немски: FC Aarau) е швейцарски футболен клуб от град Аарау, който играе в Швейцарската Суперлига. Основан е на 26 май 1902 г. Домакинските си мачове провежда на стадион Брюглифелд, който е с капацитет 8000 места. Цветовете на отбора са черно, червено и бяло.

## Успехи
- Шампион на Швейцария (3): 1912, 1914, 1993
- Купа на Швейцария (1): 1985
- Купа на лигата на Швейцария (1): 1982

## Известни играчи
- Ким Жажи
- Гьокхан Инлер
- Оливиер Йекле
- Роберто ди Матео
- Емануел Погатец
- Чириако Сфорца
- Паскал Цюбербюлер

## Български футболисти
- Петър Александров: 1991/93 - (85 мача - 37 гола), 1998/2000 - (28 мача - 6 гола)
- Иво Георгиев: 1996/98 - (28 мача - 3 гола), 1999/2000 - (10 мача - 2 гола)
- Румен Иванов: 1999/2000 - (86 мача - 37 гола)